# Codul penal al Republicii Moldova
Codul penal al Republicii Moldova este unica lege penală a Republicii Moldova. Este actul legislativ care cuprinde norme de drept ce stabilesc principiile și dispozițiile generale și speciale ale dreptului penal, determină faptele ce constituie infracțiuni și prevede pedepsele ce se aplică infractorilor.
Codul a fost publicat în Monitorul Oficial al Republicii Moldova pe 13 septembrie 2002 și a intrat în vigoare la 12 iunie 2003. A fost republicat în Monitorul Oficial pe 14 aprilie 2009, în temeiul articolului III lit. c) al Legii nr. 277-XVI din 18 decembrie 2008, modificările și completările operate intrând în vigoare la data de 24 mai 2009.
Codul se aplică în conformitate cu prevederile Constituției Republicii Moldova și ale actelor internaționale la care Republica Moldova este parte. Dacă există neconcordanțe cu actele internaționale privind drepturile fundamentale ale omului, au prioritate și se aplică direct reglementările internaționale.
Scopul său este de a apăra împotriva infracțiunilor, persoana, drepturile și libertățile acesteia, proprietatea, mediul înconjurător, orânduirea constituțională, suveranitatea, independența și integritatea teritorială a Republicii Moldova, pacea și securitatea omenirii, precum și întreaga ordine de drept. Legea penală are, de asemenea, drept scop prevenirea săvârșirii de noi infracțiuni.
După structură, codul este divizat în două mari părți: partea generală și partea specială; este compus din 31 de capitole și conține 393 de articole.

## Principiile legislației penale

### Principiul legalității
Nimeni nu poate fi declarat vinovat de săvârșirea unei infracțiuni nici supus unei pedepse penale, decât în baza unei hotărâri a instanței de judecată și în strictă conformitate cu legea penală.
Interpretarea extensivă defavorabilă și aplicarea prin analogie a legii penale sunt interzise.

### Principiul umanismului
Întreaga reglementare juridică are menirea să apere, în mod prioritar, persoana ca valoare supremă a societății, drepturile și libertățile acesteia.
Legea penală nu urmărește scopul de a cauza suferințe fizice sau de a leza demnitatea omului. Nimeni nu poate fi supus la torturi, nici la pedepse sau tratamente crude, inumane sau degradante.

### Principiul democratismului
Persoanele care au săvârșit infracțiuni sunt egale în fața legii și sunt supuse răspunderii penale fără deosebire de sex, rasă, culoare, limbă, religie, opinii politice sau orice alte opinii, origine națională sau socială, apartenență la o minoritate națională, avere, naștere sau orice altă situație.
Apărarea drepturilor și intereselor unei persoane nu poate fi realizată prin încălcarea drepturilor și intereselor altei persoane sau a unei colectivități.

### Principiul caracterului personal al răspunderii penale
Persoana este supusă răspunderii penale și pedepsei penale numai pentru fapte săvârșite cu vinovăție.
Răspunderii penale și pedepsei penale este supusă numai persoana care a săvârșit cu intenție sau din imprudență o faptă prevăzută de legea penală.

### Principiul individualizării răspunderii penale și pedepsei penale
La aplicarea legii penale se ține cont de caracterul și gradul prejudiciabil al infracțiunii săvîrșite, de persoana celui vinovat și de circumstanțele cauzei care atenuează ori agravează răspunderea penală.
Nimeni nu poate fi supus de două ori urmăririi penale și pedepsei penale pentru una și aceeași faptă.

## Acțiunea legii penale în timp
Caracterul infracțional al faptei și pedeapsa pentru aceasta se stabilesc de legea penală în vigoare la momentul săvîrșirii faptei.
Timpul săvârșirii faptei se consideră timpul când a fost săvârșită acțiunea (inacțiunea) prejudiciabilă, indiferent de timpul survenirii urmărilor.

## Efectul retroactiv al legii penale
Legea penală care înlătură caracterul infracțional al faptei, care ușurează pedeapsa ori, în alt mod, ameliorează situația persoanei ce a comis infracțiunea are efect retroactiv, adică se extinde asupra persoanelor care au săvârșit faptele respective pînă la intrarea în vigoare a acestei legi, inclusiv asupra persoanelor care execută pedeapsa ori care au executat pedeapsa, dar au antecedente penale.
Legea penală care înăsprește pedeapsa sau înrăutățește situația persoanei vinovate de săvârșirea unei infracțiuni nu are efect retroactiv.

## Extrădarea
Cetățenii Republicii Moldova și persoanele cărora li s-a acordat azil politic în Republica Moldova, în caz de săvârșire a unei infracțiuni în străinătate, nu pot fi extrădați și sunt supuși răspunderii penale conform codului penal al Republicii Moldova.
Cetățenii străini și apatrizii care au săvârșit infracțiuni în afara teritoriului Republicii Moldova, dar se află pe teritoriul țării pot fi extrădați numai în baza unui tratat internațional la care Republica Moldova este parte sau în condiții de reciprocitate în temeiul hotărîrii instanței de judecată, doar dacă nu există motive serioase de a crede că aceștia riscă să fie supuși pedepsei cu moartea, torturii sau altor tratamente inumane sau degradante.